# Édifice Central
L'édifice Central (anglais : Central Chambers) est un immeuble de bureaux à l'angle de rue Elgin et de la rue Queen à Ottawa. Il est situé à 42 à 54 rue Elgin, à côté de l'édifice Bell. Sa facade donne sur la place de la Confédération. L'édifice Central a été construit entre 1890 et 1893 selon les plans de John James Browne. Il est un bon exemple de l'architecture commercial utilisant le style Néo-Queen Anne. Autrefois servant de bureau pour la Canadian Atlantic Railway (en), il abrite aujourd'hui la Commission de la capitale nationale.
Le bâtiment a été acheté par le CCN dans les années 60, est resté vacant durant les années 70 et 80. En 1994, la CCN a vidé l'intérieur et de la façade a été intégrée dans un nouveau complexe de tour de bureaux. Il a été désigné comme lieu historique national en 1990.

## Galerie

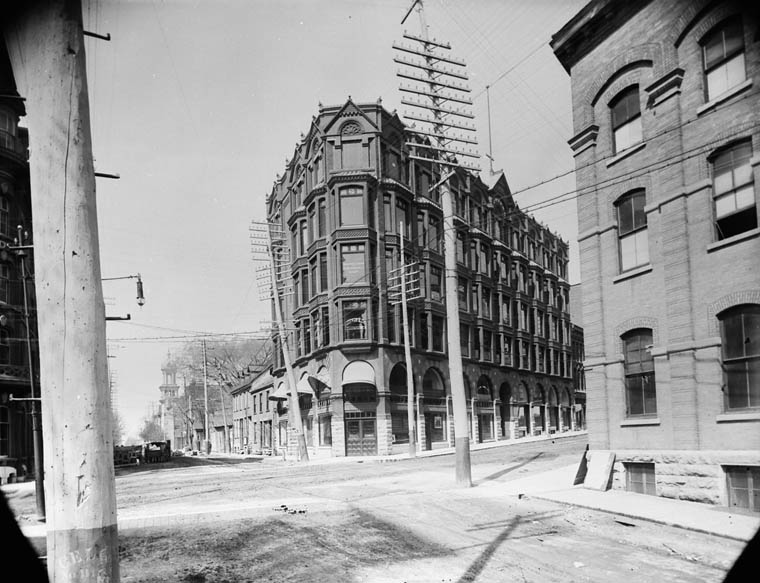
Édifice Central, 1893
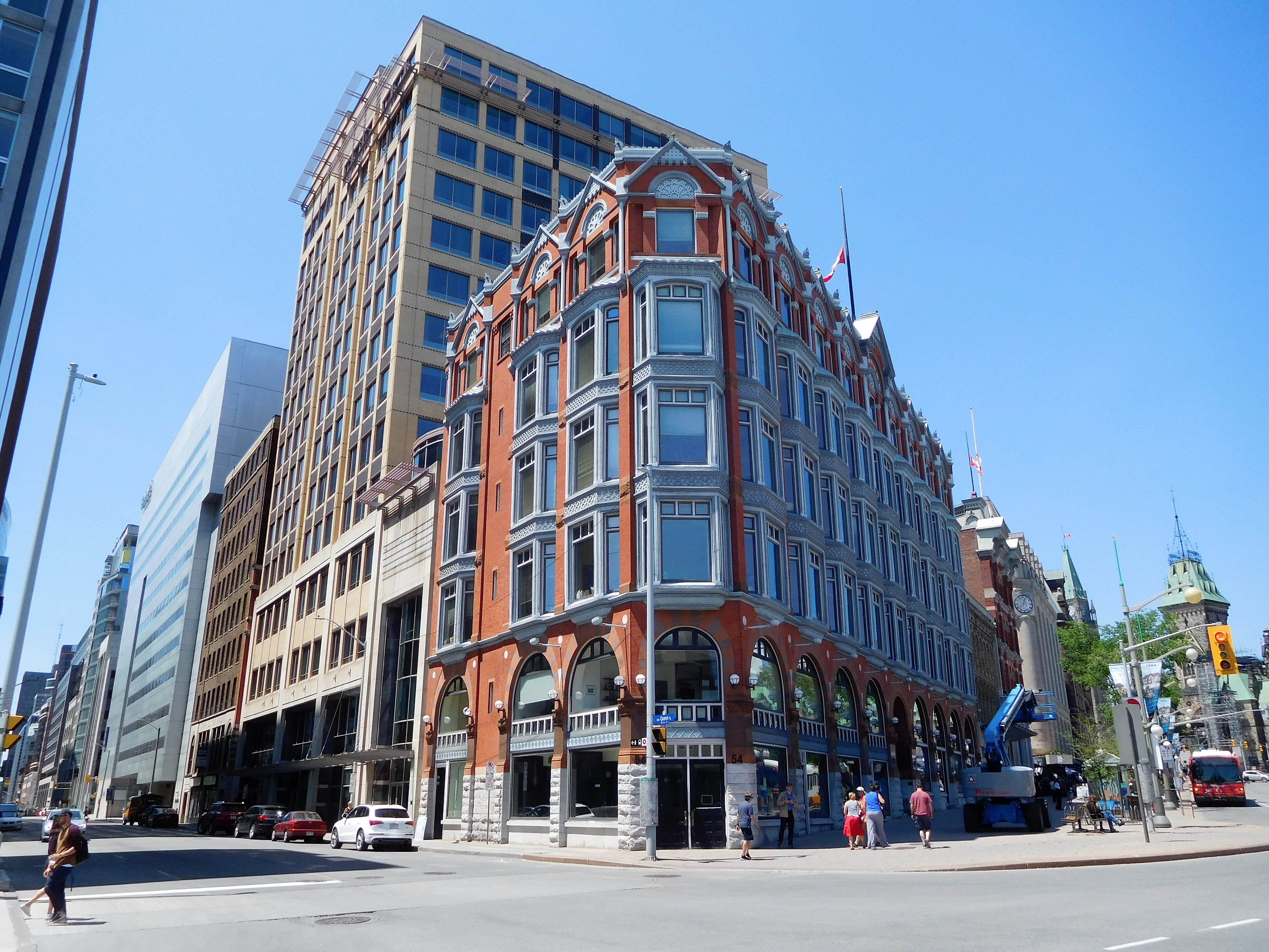
Façade de la rue Queen
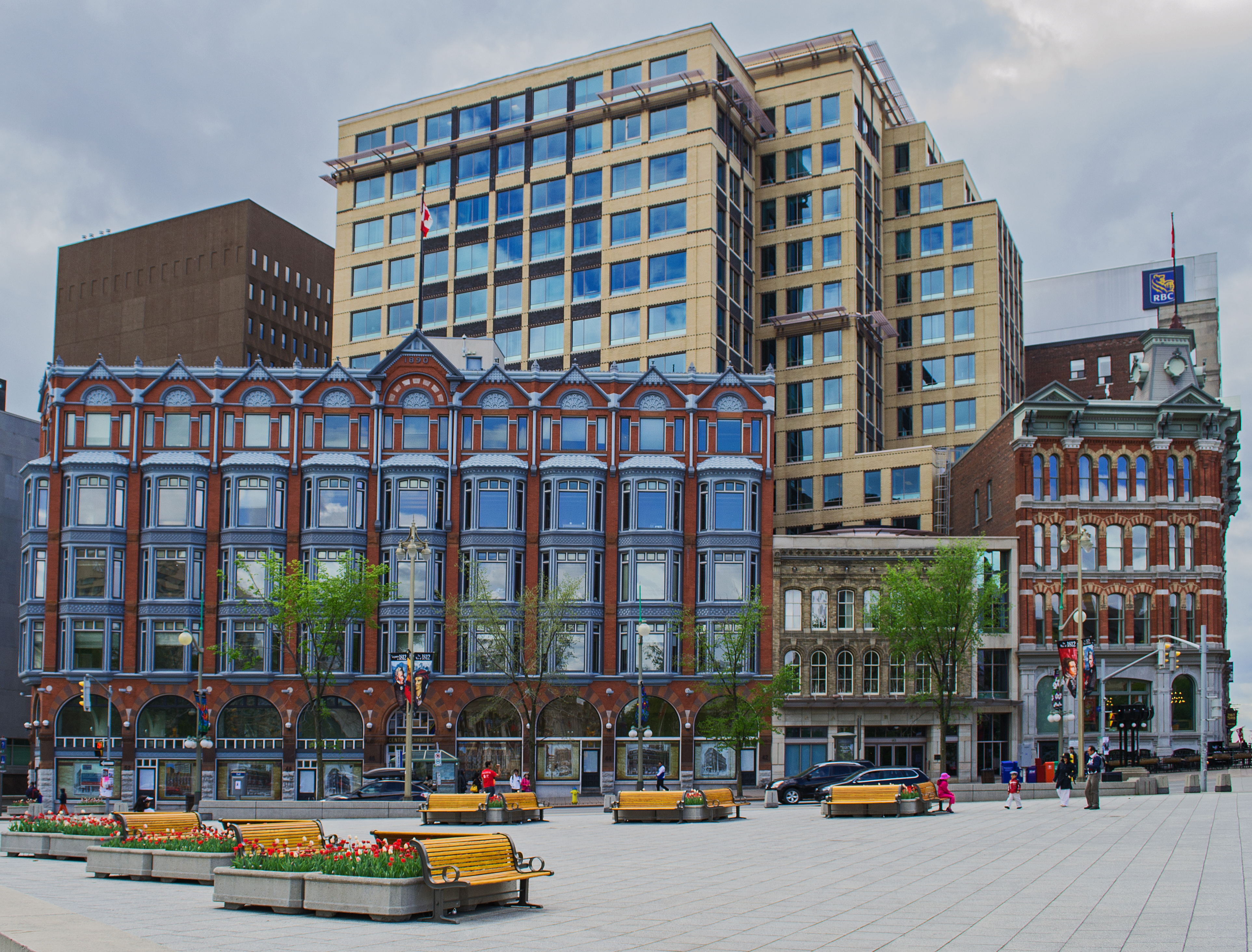
Édifices Central, Bell et Scottish Ontario